# April3-4 1993 LIVE at 日比谷野外音楽堂
「April3-4 1993 LIVE at 日比谷野外音楽堂」（エイプリル3-4 1993 ライブ アット ひびややがいおんがくどう）は、JUN SKY WALKER(S)のライブアルバム。

## 収録曲

### DISC1
1. カギは誰が
2. いつもここにいるよ
3. 遠くへ行かないで
4. 傾いた世界
5. ななしの詩
6. ロンドン行ってる場合じゃねぇ
7. 望み
8. これからも〜0905〜
9. ヒロイン
10. パーティー
11. おまえとケーキ
12. 2DAYS DRINKER
13. 全部このままで
14. 歩いていこう
15. HEAVY DRINKER

### DISC2
1. START
2. BAD
3. キライな奴ら
4. BAD MORNING
5. 風見鶏
6. 君が輝きつづけるように
7. I WANNA DANCE
8. FOREVER
9. ハローレッテル
10. 砂時計
11. 悲しすぎる夜
12. ひとつ抱きしめて
13. すてきな夜空
14. PARADE
15. MY GENERATION